# متلازمة برنارد سوليير
متلازمة برنارد سوليير أو متلازمة برنار - سولييه (بالأنجليزية: Bernard–Soulier syndrome واختصارها: BSS)، والتي تسمى أيضا حثل الصفيحات النزفي (بالأنجليزية: hemorrhagiparous thrombocytic dystrophy)، هي اعتلال خثري نادر مسؤول عنه صبغي جسمي متنحي (اضطراب نزفي) يسبب نقص البروتين السكري Ib، وهو مستقبل عامل فون ويلبراند. وتقدر الإصابة بمتلازمة برنارد سوليير بأقل من حالة واحدة لكل مليون شخص استنادا إلى الحالات المبلغ عنها من أوروبا، وأمريكا الشمالية، واليابان. متلازمة برنارد سوليير هي عبارة عن اضطراب الصفائح الدموية العملاقة، وهذا يعني أنه يتميز بوجود صفائح دموية كبيرة بشكل غير طبيعي.

## العلامات والأعراض
غالبا ما تظهر متلازمة برنارد سوليير كاضطراب نزفي من أعراضه:
- النزف في الفترة المحيطة بالجراحة ونزف ما بعد الجراحة
- نزيف اللثة
- كدمات
- رعاف (نزيف في الأنف)
- نزيف غير طبيعي (من إصابات صغيرة)
- فترات حيض غير طبيعية

## علم الوراثة
في ما يتعلق بالآلية، فهناك ثلاثة جينات تشارك في ظهور المتلازمة (بسبب حدوث طفرات) هم: GP1BA، وGP1BB، وGP9. لا تسمح هذه الطفرات بارتباط مركب GPIb-IX-V بعامل فون ويل براند، الذي من شأنه أن يساعد الصفائح الدموية في التمسك بموقع الإصابة، مما ساعد في نهاية المطاف على وقف النزيف.

## التشخيص

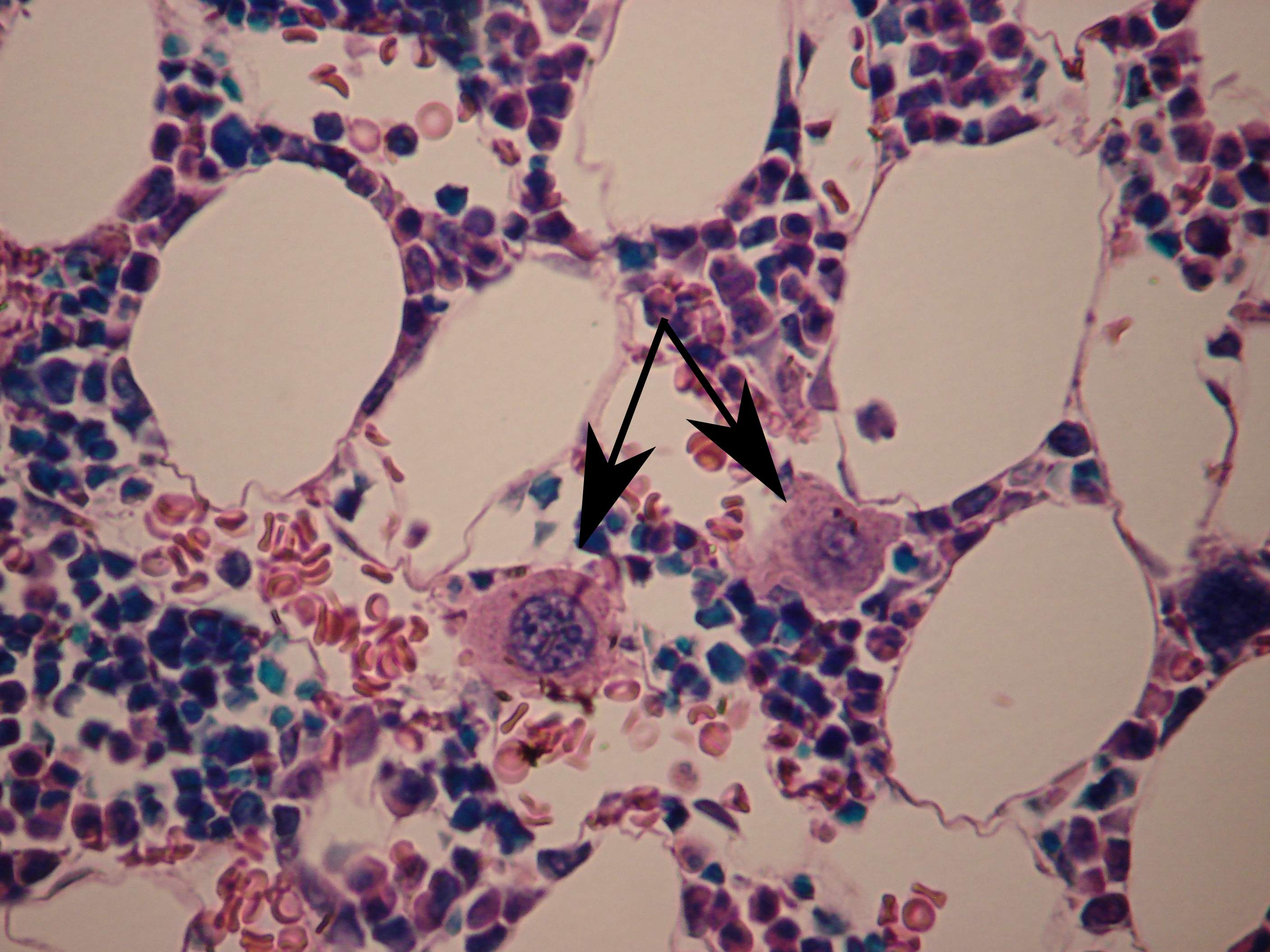
خلايا نواء (الأسهم)

من حيث التشخيص، تتميز متلازمة برنارد سوليير بطول زمن النزف، وقلة الصفيحات، وزيادة عدد الخلايا النواء، والصفائح الدموية الكبيرة. كما ترتبط متلازمة برنارد سوليير بعيوب كمية أو نوعية في مركبات البروتين السكري GPIb/V/IX في الصفيحات. وقد يتم تقدير درجة نقص الصفيحات بشكل غير صحيح، نظرا لاحتمال أنه عندما يتم حساب عدد الصفائح الدموية بالعدادات التلقائية، قد تصل الصفائح الدموية العملاقة إلى حجم خلايا الدم الحمراء. ويبدو أن كبر حجم الصفيحات وانخفاض عددها يرجع إلى عدم وجود GPIbα وموقع ارتباط فيلامين A، الذي يربط المركب GPIb-IX-V إلى هيكل غشاء الصفائح الدموية.

### التشخيص التفريقي
يشمل التشخيص التفريقي لمتلازمة برنارد سوليير كلا من وهن الصفيحات لغلانزمان ومرض فون ويلبراند. لا تتجمع الصفائح الدموية في متلازمة برنارد سوليير للريستوسيتين، ولا يتم تصحيح هذا الخلل من خلال إضافة البلازما العادية، مما يميزه عن مرض فون ويلبراند.

## العلاج

حمض الترانيكساميد

من حيث العلاج، يمكن السيطرة على النزيف عن طريق نقل الصفائح الدموية. وتظهر متلازمة برنارد سوليير كاضطراب نزفي بسبب عدم قدرة الصفائح الدموية على الارتباط والتجمع في مواقع الإصابة البطانية في الأوعية الدموية. ويمكن إعطاء حمض الترانيكساميك في حالة النزيف المخاطي.
وقد يحتاج الفرد المتضرر إلى تجنب الرياضات والأدوية، مثل الأسبرين، الذي يمكن أن يزيد من احتمال النزيف. ومن المضاعفات المحتملة أن ينتج الفرد الأجسام المضادة للصفيحات.

## معدل الانتشار
تقترب وتيرة حدوث متلازمة برنارد سوليير من 1 لكل 1,000,000 شخص. وسُميت المتلازمة بهذا الاسم نسبة إلى الدكتور جان برنارد والدكتور جان بيير سولييه بعد معرفتها في عام 1948.